# Elulumeš
Elulumeš, auch Elulu, war König der Gutäer im frühen 22. Jahrhundert v. Chr. Er herrschte als vierter König der Gutäerdynastie über Akkad und hinterließ einige beschriftete archäologische Quellen, durch welche er heute noch bekannt ist.